# Rachel and the Stranger
Rachel and the Stranger is een Amerikaanse historische film uit 1948 met in de hoofdrollen Loretta Young, William Holden en Robert Mitchum. De door Norman Foster geregisseerde film was een van de weinige die de rol van vrouwen in het vroege Amerikaanse Wilde Westen behandelde en de contractarbeid in Amerika uitbeeldde. De film is gebaseerd op het korte verhaal "Rachel" van Howard Fast.
Hoewel de film een laag budget had, was het de meest succesvolle film van RKO dat jaar, met een winst van $395.000. De film werd destijds in Nederland uitgebracht onder de titel Een vrouw werd verkocht.

## Verhaal
In het vroege Amerika besluit David Harvey (William Holden), een recent weduwnaar die op een boerderij in de wildernis van het Noordwestterritorium woont, dat zijn jonge zoon Davey (Gary Gray) een vrouw nodig heeft om hem op te voeden. Hij gaat naar de dichtstbijzijnde nederzetting en raadpleegt dominee Jackson (Tom Tully) en zijn vrouw. Vanwege het tekort aan vrouwen in de nederzetting koopt David het contract van de contractarbeider Rachel (Loretta Young). David accepteert dat hij met haar moet trouwen voor de fatsoenlijkheid.
Hun huwelijk is echter alleen op papier. David rouwt nog steeds om zijn overleden vrouw Susan, en Davey is boos omdat hij denkt dat Rachel zijn moeder probeert te vervangen. In tegenstelling tot Susan kan Rachel niet met een musket omgaan, maar ze besluit te leren schieten om zo een band met Davey te krijgen en via hem ook met David.
Jim Fairways (Robert Mitchum), een jager en familievriend, bezoekt hen en raakt geïnteresseerd in Rachel. Bij zijn volgende bezoek brengt Jim cadeaus mee, waaronder een jurk voor Rachel. David wordt jaloers en geïrriteerd als Jim langer blijft dan verwacht. Tijdens een nachtelijke vossenjacht confronteert David Jim en moedigt hem aan om te vertrekken. Davey negeert Rachel en blijft buiten om naar de geluiden van de jacht te luisteren. Een bergleeuw bedreigt Davey en de dieren. Bij het horen van een schot rennen de mannen naar de hut, en Rachel geeft toe dat ze het dier heeft gedood. Hierdoor stijgt ze in Davey's achting.
Wanneer Jim aanbiedt om Rachel te kopen, komt Davids jaloezie naar boven, en de twee vechten. Rachel is woedend en voelt zich meer als een handelswaar dan als een vrouw behandeld. Ze besluit te vertrekken en loopt terug naar de nederzetting. David en Jim gaan haar achterna, samen met Davey.
Die nacht, terwijl ze kamperen, zien ze een gloed in de lucht en vrezen dat de Shawnee de kolonisten aanvallen. Ze sturen Rachel en Davey te paard naar de nederzetting en rennen zelf terug naar hun hut.
Rachel stuurt Davey verder voor hulp, terwijl zij de mannen volgt. Ze bereikt de hut en ontdekt dat deze belegerd wordt. Ze wordt van haar paard getrokken door een van de aanvallers, maar David en Jim maken een uitval en brengen haar naar binnen. De Shawnee steken de hut in brand, en het drietal trekt zich terug in de kelder. De volgende ochtend arriveert dominee Jackson met de lokale militie om de aanvallers te verdrijven. David en Rachel maken plannen voor de toekomst. David accepteert Rachel als zijn vrouw wanneer hij zijn zoon vertelt: "Doe wat je moeder zegt" en haar liefdevol omhelst.

## Rolverdeling
- Loretta Young als Rachel Harvey
- William Holden als David Harvey
- Robert Mitchum als Jim Fairways
- Gary Gray als Davey
- Tom Tully als dominee Jackson
- Sara Haden als mevrouw Jackson
- Frank Ferguson als meneer Green
- Walter Baldwin als Gallus
- Regina Wallace als mevrouw Green

## Productie
De filmopnamen vonden plaats in Eugene (Oregon).

## Ontvangst
De film noteerde een winst van $395.000.
Nadat Mitchum werd gearresteerd voor het bezit van marihuana, bracht RKO de film snel uit om gebruik te maken van het nieuws over Mitchums arrestatie. De film werd in 7 grote Amerikaanse steden uitgebracht om de houding van het publiek te testen, en zowel critici als het publiek waren enthousiast. Het was twee weken lang de nummer 1-film in de Verenigde Staten.
Recensent Simon Carmiggelt van Het Parool noemde het verhaal "wel aardig".